# Lotsväsen i Sverige

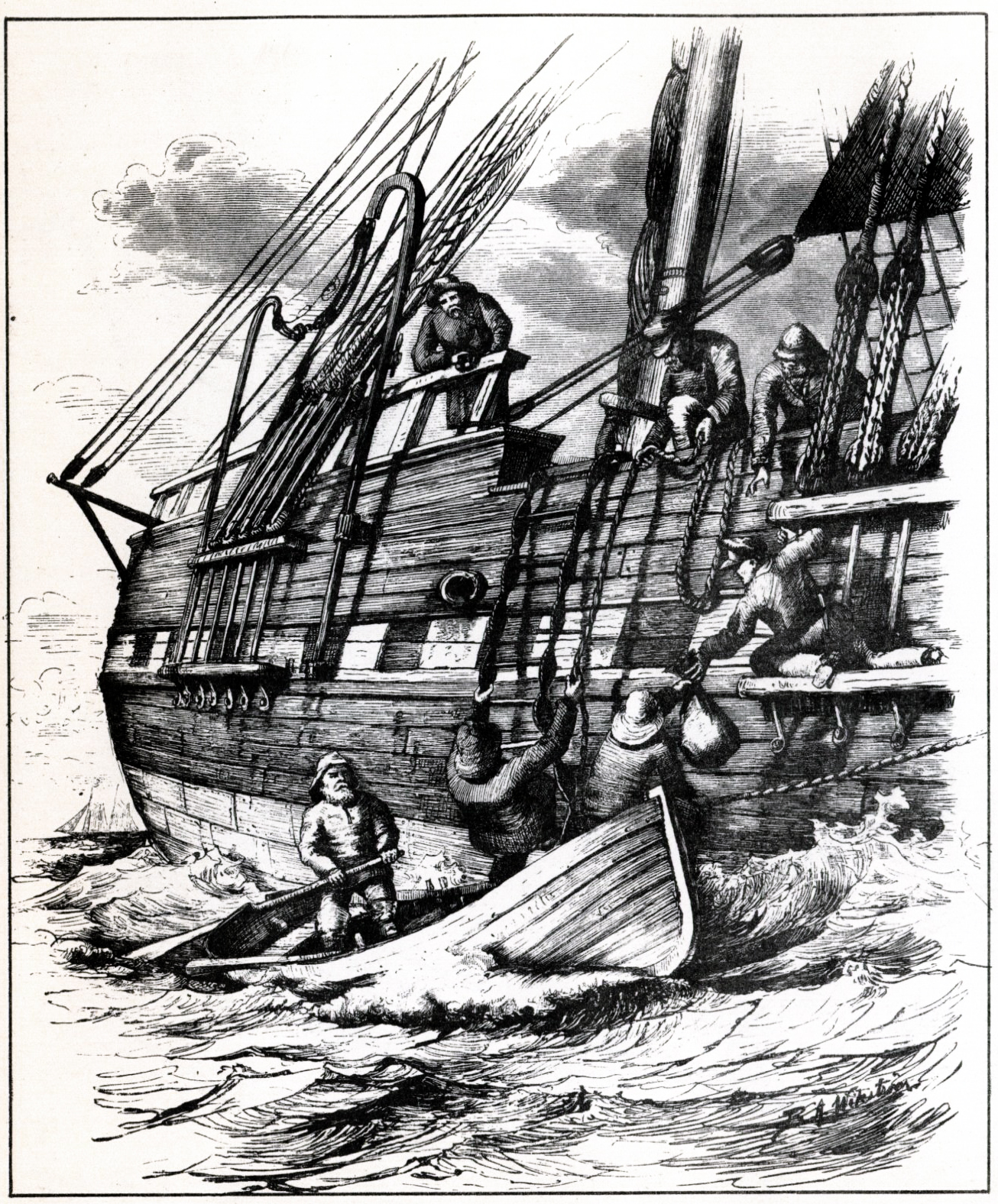
Lotsen går ombord på en skonare. Xylografi i Ny illustrerad tidning (1883)

Lotsväsen i Sverige

## Historik
Lotsning längs den svenska kusten och i skärgårdarna, kan spåras  till 1500-talet, men redan under medeltiden förekom att man använde sig av personer som kände till farvattnen för att ledsaga fartyg genom svåra passager. Från 1535 var Landsort känt som en plats där man kunde erhålla lots.
Gustav Vasa inrättade lotshemman, där vissa vid kusten boende hemmansägare mot viss skattefrihet och andra förmåner hade till skyldighet att vid behov hjälpa sjöfarande med lots. I vissa fall hade de även skyldighet att ombesörja utprickning av farlederna.
Lokala fiskare och skärgårdsbor hade ofta detta som extraknäck, inte minst då det gällde att lotsa kronans fartyg genom den svenska skärgården.
1677 inrättades ett statligt lotsväsen då en statlig överstyrelse för lots- och fyrväsendet inrättades. Lots- och fyrverket styrdes av en lotsdirektör och sorterade under amiralitetskollegium. 1803 överfördes lotsverket till Förvaltningen av Sjöärendena. 1872 skildes lots- och fyrväsendets angelägenheter från Förvaltningen av Sjöärendena och lades under ett centralt ämbetsverk, Lotsstyrelsen. Från 1888 benämndes dess direktör generallotsdirektör. 1904 organiserades sex lotsdistrikt, och Lotsverket inrättades som övergripande myndighet för Lotsstyrelsen och de underlydande lotsdistrikten. Fram till 1920 lydde Lotsverket under Sjöfartsdepartementet, men överflyttades därefter till Handelsdepartementet.
1956 gick Lotsverket upp i den nybildade Sjöfartsstyrelsen, som 1969 bytte namn till Sjöfartsverket, och numera sorterar under Kommunikationsdepartementet.

### Viktiga årtal i den svenska lotsningens historia
- 1667 infördes lotsplikt i Sverige.
- 1680 fick amiralitetslöjtnanten och vice amiralen Werrner von Rosenfelt uppdraget att utse lotsplatser och anställa lotsar i Sverige, Finland och Pommern.
- 1696 upprättades lotskontoret i Stockholm.
- 1724 inrättades Västra och Norra Lotsdistriktet.
- 1739 inrättades Södra Lotsdistriktet.
- 1756 avstyckades Östra Lotsdistriktet från det Norra (vilket omfattade Finland inklusive Åland).
- 1809 förlorade Sverige Finland och därmed även Östra Lotsdistriktet.

## Lotsning i Sverige idag

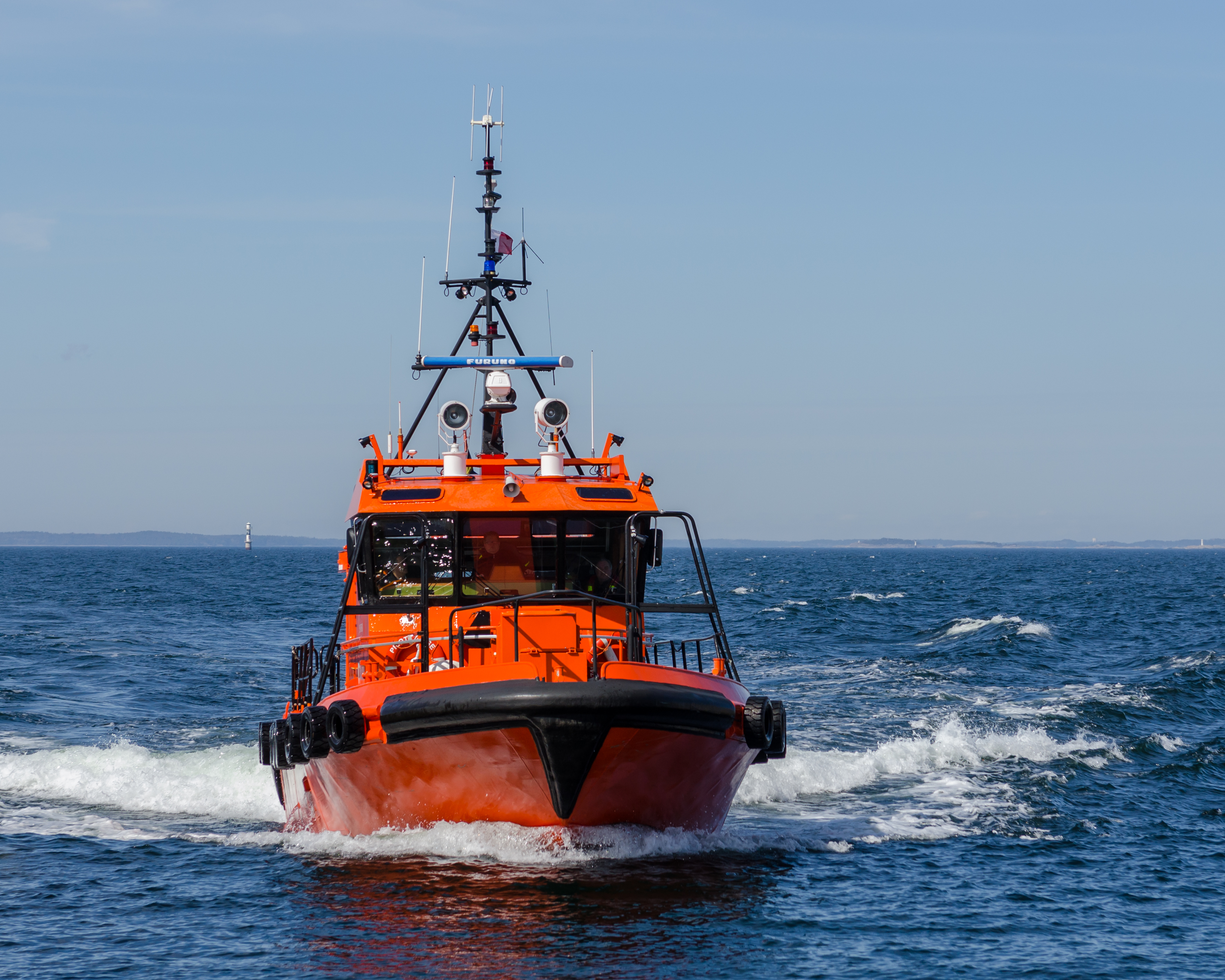
Lotsbåt vid Landsort.

Lotsen är i Sverige anställd av Sjöfartsverket. Lotsen anländer i en lotsbåt som körs av en båtman. Lotsbåten är orange och har beteckningen LOTS eller PILOT tydligt skriven på sidan. Lotsen kliver ombord för att tillfälligt vägleda fartyget. Tidigare övervakade lotsarna "sitt" vattenområde från en lotsutkik. I Sverige har alla större fartyg lotsplikt; dvs befälhavaren får inte själv välja om han vill använda lots eller inte. "Befälhavare på fartyg som är över 70 meter långa eller 14 meter breda är i allmänhet skyldig att anlita lots på svenskt inre vatten." Många fartyg har befälhavare som känner de aktuella farvattnen lika väl som lotsen. Exempel på sådana fartyg färjor i linjetrafik, som regelbundet trafikerar samma farvatten. Det går därför att ansöka om dispens från lotsplikten, av vilka det finns tre sorter: tillfällig dispens, som beviljas för ett enskilt tillfälle; ledanknuten dispens, som gäller på en specifik led och som kräver ett godkänt prov; och generell dispens. År 2011 hade ca 840 befälhavare ledanknutna dispenser och ca 50 generella dispenser.
Sjöfartsverket tillhandahåller lotsning och biträde av lots till fartyg inom svenskt sjöterritorium. Sjöfartsverket har cirka 215 lotsar anställda som sammanlagt utför ca 40 000 lotsningar per år.